# Cesta do fantazie
Cesta do fantazie (japonsky 千と千尋の神隠し, Sen to Čihiro no kamikakuši) je jeden z nejznámějších japonských animovaných filmů vyrobených ve stylu anime. Film režíroval Hajao Mijazaki v produkci studia Ghibli a do kin byl uveden 27. července 2001. Fantasy příběh určený nejen dětskému divákovi vypráví o desetiletém děvčátku Čihiro, které se octne v tajemném světě duchů, odkud musí zachránit sebe i své rodiče.
Film se setkal se širokým mezinárodním ohlasem kritiky i diváků. V roce 2003 získal Oscara za nejlepší celovečerní animovaný film, z dalších cen lze zmínit např. Cenu japonské akademie a Zlatého berlínského medvěda z roku 2002. V Japonsku překonal velkofilm Titanic a stal se vůbec nejvýdělečnějším filmem v japonské historii.
Cesta do fantazie je oficiální český název; na DVD a VHS český a slovenský dabing vydal Intersonic 8. prosince 2003. 19. listopadu 2004 vyšla jako příloha hypeMAGAZINE č. 11/2004 nová remasterovaná verze DVD, která také měla upravené české titulky podle japonského originálu. DVD následně vyšlo dne 8. 3. 2007 jako příloha časopisu HOME CINEMA 3/07 ve verzi s anglickým, českým a slovenským dabingem a českými titulky.
Film je známý i pod svým anglickým názvem Spirited Away. Japonský název Sen to Čihiro no kamikakuši by se dal do češtiny volně přeložit jako Unesení Sen a Čihiro, protože kamikakuši je stará tradiční technika magického únosu, při kterém si většinou oběť vůbec únos nevybavuje a po únosu se postupně probouzí z jakéhosi transu. Přesnější název by tedy v angličtině byl Sen and Chihiro's Spiriting Away.

## Příběh
Film vypráví příběh desetileté dívenky Čihiro Ogino, která se spolu se svými rodiči stěhuje. Po cestě se ztratí a dojedou k podivnému tunelu. Ze zvědavosti jím projdou a aniž by to věděli, dostanou se tak do říše duchů kolem tajemných začarovaných lázní čarodějnice Jubaby, určených japonským bohům. Rodiče najdou v jídelně nedaleko lázní nikým nehlídané jídlo a bez pozvání ochutnají lákavé pokrmy, Čihiro však odmítá. Protože bylo jídlo určeno návštěvníkům lázní, promění se rodiče za svoji chamtivost v prasata. Vyděšená Čihiro se pokusí utéct, cestu k tunelu však mezitím přehradilo široké jezero. Naštěstí potká čarodějnického učně jménem Haku, který jí pomůže se ukrýt. Čihiro se pod tlakem situace z rozmazleného a uplakaného dítěte proměňuje v odvážnou a samostatnou dívku.
Na Hakuovu radu požádá Čihiro o práci Kamadžiho, pavoučího vedoucího lázeňské kotelny. Ten ji odmítne, setká se u něj však s dívkou jménem Lin, kterou Kamadži přesvědčí, aby Čihiro odvedla k Jubabě a Čihiro jí mohla požádat o práci. Každého, kdo neměl v lázních práci, totiž mohla Jubaba v cokoli proměnit. Díky své umíněnosti Čihiro nakonec dosáhne svého a Jubaba ji zaměstná, zároveň jí však bere její pravé jméno. Dá jí nové jméno Sen a tím nad ní získává kontrolu. Chvíli poté, co Čihiro usne, ji ale probudí Haku, odvede ji do vepřína, kde jí ukáže její rodiče, a zároveň jí její skutečné jméno opět připomene a tím ji vymaní z čarodějčiny moci. Sám Haku ale své skutečné jméno už dávno zapomněl a musí proto Jubabě stále sloužit.
Sen je přidělena k Lin a musí spolu s ní uklízet a připravovat lázně pro hosty. Hned prvním jejich návštěvníkem je bůh smradu, kterého však Čihiro s vypětím všech sil přece jen obslouží. Při tom si všimne, že z něj něco vyčuhuje a pokusí se mu pomoci tím, že to vytáhne. Ukáže se, že nešlo o boha smradu, ale říčního boha, jehož řeku zanesly odpadky. Ten se Čihiro odmění zvláštní hrudkou a zároveň se z něj vyplaví k radosti všech zaměstnanců i Jubaby zlatý písek.
Při úklidu však Čihiro v dobré víře do lázní vpustila tajemného Muže bez tváře (překládán také jako Bezpáteřník). Ten pak, mezitím co je Jubaba pryč, začne všem zaměstnancům rozhazovat plné hrsti zlata a polykat všechno jídlo, které mu donesou. Čihiro o zlato nestojí a chce se jít podívat za rodiči, když zahlédne Hakua letícího k lázním v podobě draka, pronásledovaného hejnem papírových vlaštovek. Čihiro mu pomůže se ukrýt, on je však zraněný a za okamžik odletí do Jubabiny rezidence v nejvyšším patře lázní. Čihiro dorazí za ním. Z jedné zbloudilé vlaštovky se zjeví Jubabina dvojnice Zeniba a označí Hakua za zloděje. Ten vlaštovku zničí, zároveň se ale spolu s Čihiro propadne hlubokou šachtou kamsi do hlubin a spletí podzemních tunelů se nakonec dostanou až do kotelny ke Kamadžimu. Čihiro napadne dát zmítajícímu se a zraněnému Hakuovi v dračí podobě část hrudky od říčního boha. Ta způsobí, že drak vyzvrátí jakousi pečeť a promění se zpět do lidské podoby, je však v bezvědomí. Kamadži Čihiro prozradí, že se jedná o čarodějnickou pečeť, kterou Haku určitě ukradl Zenibě. Čihiro se rozhodne, že se za Zenibou vydá a pečeť jí vrátí.
Mezitím se však Muž bez tváře rozzuří, spolyká i několik zaměstnanců lázní a ti zbývající před ním začnou prchat. Také se vrátí Jubaba a zjistí, že jej do lázní pustila Čihiro. Lin Čihiro najde u Kamadžiho a ta se tak nejprve vydá vyřešit tento problém. Muž bez tváře zjistí, že si Čihiro nezíská zlatem ani jídlem a rozzuří se. Ona mu však dá zbytek hrudky od říčního boha, i když doufala, že s ní promění zpět své rodiče. Muž bez tváře začne zvracet všechno jídlo i zaměstnance, které spořádal, a začne Čihiro pronásledovat. Ta jej vyláká z lázeňské budovy a tím se Muž opět upokojí. Lin Čihiro vezme k železniční stanici, odkud Čihiro odjede za Zenibou; nakonec se k ní přidá i Muž bez tváře.
Zeniba přijme její omluvu za Hakua, který mezitím s Jubabou vyjedná podmínky propuštění Čihiřiných rodičů. Pak v podobě draka doletí zpět za Čihiro k Zenibině chaloupce, kde mu Zeniba odpustí jeho krádež. Na cestě zpět se Čihiro Hakuovi svěří, že si myslí, že ho odněkud zná – když byla menší, spadla do říčky Kóhaku. V okamžik, kdy toto jméno vysloví, se Haku promění z draka zpět na člověka, protože Čihiro odhalila jeho pravé jméno. Společně pak přiletí zpět za Jubabou, kde Čihiro odhalí, že ani jedno z dvanácti prasat, která jí Jubaba ukázala, není její rodič, a tím je osvobodí. Tunelem se pak vracejí zpět do skutečného světa, nikdo z nich si nic nepamatuje, a vypadá to, že z Čihiro je opět to stejné rozmazlené dítě – v jejím pohledu je však cosi nového…

## Obsazení
| Rumi Híragi      | Čihiro Ogino, Sen               |
| Miju Irino       | Mistr Haku                      |
| Mari Nacuki      | Jubaba, Zeniba                  |
| Takaši Naito     | Akihiko Ogino                   |
| Jasuko Sawaguči  | Júmiko Ogino                    |
| Cunehiko Kamidžo | Aogaeru (pomocný vedoucí lázní) |
| Tacuja Gašuin    | Žabák, Muž bez tváře            |
| Rjunosuke Kamiki | Bou                             |
| Jumi Tamai       | Lin                             |
| Bunta Sugawara   | Kamadži                         |

## Možné interpretace
Film bývá často interpretován jako alegorie cesty mezi dětstvím a dospělostí a rizikem, že si dotyčný během tohoto přechodu nezachová svoji pravou povahu a identitu. Téma postavy, která bude ztracena ve (fiktivním resp. jiném) světě, když zapomene své pravé jméno, se objevilo již v Nekonečném příběhu od Michaela Endeho, kde se prolínají dvě knihy ze dvou různých světů. Hlavní hrdina Endeho knihy Bastian postupně vstupuje do světa knihy, kterou čte, a hrozí mu, že v něm bude navždy ztracen, když zapomene své skutečné jméno. Podobně i Čihiro a Haku by navždy zůstali v zajetí Júbaby, kdyby zapomněli svá skutečná jména a tím i své skutečné já. Podobný motiv provázanosti skutečného jména a lidské identity lze nalézt i v mnoha dalších dílech, např. Haibane renmei nebo série Zeměmoří. Film je také natočený podle Ztraceného ostrova, protože se tam odehrávají stejné scény, jako když vstupují do zámku, pracují, když Andreas dá do tlamy Břichohubce černou kuličku, když jezdí vlakem do chalupy, osvobození ostrova a bytosti.
Někteří ve vývoji hlavní postavy vidí, jak byla uplakaná, rozmazlená a velmi moderní japonská holčička donucena tváří v tvář tradičnější japonské kultuře a zvykům dorůst. Jiní v příběhu vidí spíše jako varování před hamižností – ti, kteří od Muže bez tváře chtěli za každou cenu získat zlato, on sám nakonec pohltil.
V řadě vedlejších témat jsou zřejmě ukryty také odkazy na různé politické ideologie, například environmentalismus (navazující na řadu předchozích Mijazakiho děl, zejména Princeznu Mononoke) v podobě setkání s říčním bohem a Hakuovy minulosti. Jako ve většině ostatních děl také i v tomto filmu Mijazaki nevytvořil postavy černobílé, každá má nějaké pozitivní i negativní rysy.

## Hudba
Závěrečnou píseň „Icumo nandodemo“ (何時も何度でも, „Vždy, je jedno kolikrát“) napsala a nazpívala Jumi Kimura, skladatelka a hudebnice hrající na lyru z Osaky, text napsal Kimuřin přítel Wakako Kaku. Píseň byla určena pro jiný Mijazakiho film, který nikdy nebyl vydán, při tvorbě Cesty do fantazie si ji však tak dlouho pořád dokola pouštěl, až se rozhodl ji přidat alespoň k závěrečným titulkům.
Zbytek soundtracku, „Anohi no kawa“ (あの日の川, „Řeka tehdy dříve“), byl složen dvorním skladatelem studia Ghibli Joem Hisaišim a hudba získala ocenění za nejlepší hudbu k filmu na 56. filmovém festivalu Mainiči, cenu za nejlepší hudbu v kategorii celovečerních filmů na Tokijském mezinárodním veletrhu anime roku 2001 a 16. japonský Zlatý disk za album k animovanému filmu roku.
Původní CD se soundtrackem obsahuje 22 písní (21 z Hisaišiho soundtracku a Icumo nandodemo).

## Ocenění
Výběr nejvýznamnějších ocenění:
- Nejlepší celovečerní animovaný film; 75. výroční cena Akademie (porazila filmy Lilo a stitch, Doba ledová, Planeta pokladů a Spirit: Stallion of the Cimarron; první anime v historii, které získalo toto ocenění) za rok 2003
- Nejlepší film; Japonská cena Akademie za rok 2001
- Zlatý medvěd (spolu s filmem Krvavá neděle); Berlínský mezinárodní filmový festival, 2002
- Nejlepší režie animovaného filmu, nejlepší scénář animovaného filmu, nejlepší hudba animovaného filmu, neobyčejný počin v animované kinematografii; ceny Annie za rok 2002
- Nejlepší animovaný film; 29. výroční cena Saturn
- Nejlepší film; Mezinárodní festival dětských filmů Cinekid 2002